# Helolampis perloides
Helolampis perloides är en insektsart som beskrevs av Marius Descamps 1983. Helolampis perloides ingår i släktet Helolampis och familjen Romaleidae. Inga underarter finns listade i Catalogue of Life.